# Мерзейшая мощь
«Мерзе́йшая мощь» (англ. That Hideous Strength. A modern fairy-tale for grown-ups, подзаголовок: «Современная сказка для взрослых») — научно-фантастический роман английского писателя Клайва Стейплза Льюиса, третья часть его цикла «Космическая трилогия». Роман опубликован 16 августа 1945 года и, в отличие от двух первых частей, повествует о сражении божественных и дьявольских сил не на других планетах, а непосредственно на Земле.
На русском языке роман впервые опубликован лишь в 1992 году в журнале «Согласие» (№ 1—3); перевод был выполнен Натальей Трауберг. В следующем году вся трилогия вышла отдельным изданием.

## Сюжет
Действие происходит в Англии спустя недолгое время после победы Англии во II Мировой войне.
Марк Стэддок — молодой социолог, который работает в Брэктонском колледже университетского городка Эджстоу. В колледже назревают перемены: принадлежащий ему лес по другую сторону реки хочет купить новый перспективный научный институт ГНИИЛИ — Государственный Научно-Исследовательский Институт Лабораторных Изысканий (в оригинале N.I.C.E. — National Institute for Co-ordinated Experiments). Хотя мнения учёных колледжа разделились, большинством голосов продажа была одобрена, и ГНИИЛИ начинает строительные работы на месте леса, где, по преданию, похоронен сам Мерлин. Тем временем от лорда Ричарда Феверстона (Дик Дивайн из первой книги трилогии) Марку поступает предложение начать работать в ГНИИЛИ, который базируется в усадьбе Белбэри неподалёку от Эджстоу. Марк едет туда, однако не может понять, как устроена работа в институте: хотя ему нередко повторяют, что хотят, чтобы он работал у них, он ни от кого он не может получить точные указания о том, что ему нужно будет делать и кто будет его начальником. Тем временем жена Марка, аспирантка Джейн, оставшаяся в Эджстоу, видит странные сны, которые впоследствии оказываются реальными событиями. Через знакомых она выходит на мисс Айронвуд и группу её друзей в деревне Сэнт-Энн, которые утверждают, что от предков Джейн ей достался дар предсказания, поскольку она видит во снах события ближайшего будущего. В один из дней Джейн представляют хозяину усадьбы, возглавляющему группу, — он оказывается героем первых двух частей трилогии Элвином Рэнсомом.
Вскоре становится понятно, что сотрудники ГНИИЛИ и группа из Сэнт-Энн относятся к двум противоборствующим лагерям: ГНИИЛИ хочет завоевать мир и сократить население Земли до немногих «избранных», тогда как сподвижники Рэнсома пытаются не дать их планам осуществиться. Между тем, Марк получает первые задания: в качестве журналиста он пишет заказные материалы для газет, чтобы сформировать в обществе мнения, выгодные для ГНИИЛИ. В связи с начавшейся масштабной стройкой в Эджстоу появляется много новых людей, и руководство ГНИИЛИ провоцирует стычки в городе, результатом которых становится передача функции полиции внутренней полиции ГНИИЛИ под тем предлогом, что полиция города не справляется с ситуацией. Во время беспорядков сотрудница ГНИИЛИ - глава внутренней полиции - мисс Хардкастл ловит Джейн и пытает её зажжённой сигаретой, пытаясь узнать о людях из Сэнт-Энн. Случайно освободившись за счёт бунтующей толпы, Джейн уезжает в Сэнт-Энн, окончательно переходя на сторону Рэнсома. Марк же продолжает колебаться, хотя в глубине души понимает, что Джейн никогда бы не одобрила его деятельность. Его знакомят с Главой института — это похищенная и оживлённая голова гильотинированного французского подданного, физика Алькасана, которая используется как посредник для общения с тёмными эльдилами, заинтересованными в том, чтобы изменить человеческую природу (узкий круг посвящённых воротил ГНИИЛИ наукообразно называют их «макробами»). Чтобы предупредить Джейн об опасности, Марк едет в Эджстоу и видит по дороге нескончаемый поток беженцев из города. Институтская полиция арестовывает его по подложному обвинению в убийстве учёного, ранее напрямую критиковавшего ГНИИЛИ, и привозит обратно в Белбэри. Стэддоку настойчиво предлагают окончательно примкнуть к деятельности института и пройти «посвящение», однако Марк начинает всё больше чувствовать неприязнь к этим людям и хочет вернуться к Джейн.

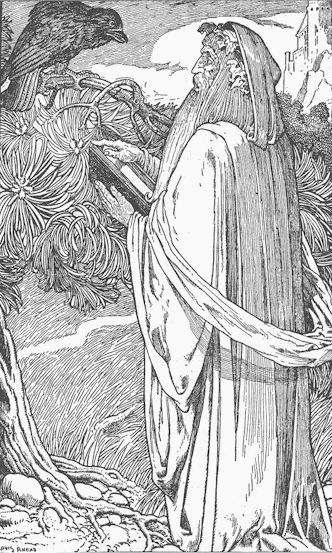
Мерлин на рисунке Луиса Рида

В лесном подземелье просыпается Мерлин. Сотрудники ГНИИЛИ, выкупившие лес именно для того, чтобы привлечь Мерлина на свою сторону, находят рядом со склепом заросшего бродягу и привозят его в институт, приняв за Мерлина. У нищего хватает практической смекалки не раскрывать никому из своих похитителей, что он прекрасно понимает английский язык. И высоколобые «светила науки» обманулись: снова и снова они обращаются к бродяге на древних языках, почтительно выжидая, когда же можно будет вступить в контакт с мнимым волшебником... Настоящий же Мерлин на коне приезжает в усадьбу к Рэнсому и задаёт тому каверзные вопросы, чтобы убедиться в том, что именно Рэнсом в настоящее время носит титул Пендрагона и повелителя Логриса. Вскоре Рэнсом и Мерлин встречают спустившихся к ним с небес уарсов — повелителей планет: Виритрильбию (Меркурий), Переландру (Венера), Малакандру (Марс), Лургу (Сатурн) и Глунда (Юпитер). Мерлин сбривает бороду, надевает рясу и под видом баска — знатока древних языков приходит в ГНИИЛИ, чтобы выступать переводчиком для бродяги, которого сотрудники института принимают за Мерлина. Вскоре в ГНИИЛИ приезжает начальство и начинается большой банкет, на котором присутствует и Марк. Внезапно оказывается, что выступающие с речами говорят бессмыслицу, они не понимают друг друга и начинают ссориться вплоть до смертоубийства, — это Мерлин накладывает на присутствующих «проклятие Вавилонской башни». Он также освобождает всех зверей и людей, которые были заперты в институте для опытов, и дикие звери растерзывают большинство присутствующих на банкете. Почти все высшие чины, однако, сбегают со злополучного пира. И вскоре уже встречают, при различных жутких обстоятельствах, свою смерть... Бродяга удачно избегает опасности и уходит. Марк, освобождённый Мерлином в числе прочих узников, отправляется в Сэнт-Энн, где он воссоединяется с Джейн, и начинается новый этап их брака.
Эджстоу проваливается под землю. Мерлин бесследно исчезает, словно развоплощается после своей миссии. Рэнсом собирается вернуться на Переландру, где на острове Авалон пребывает и король Артур. В сцене прощальной встречи сподвижников героя трилогии, со слов профессора Димбла, читатель узнаёт, что Англия — «двойная», в ней есть «народ поэтов» (Логрис) и «народ торговцев» (Британия), и только что завершилось одно из серьёзнейших восстаний против Логриса, но это ещё не последняя битва.

## Из истории создания
Название вымышленной деревни Сэнт-Энн («Святая Анна») отсылает к Церкви Святой Анны в лондонском районе Сохо. Во время войны она пострадала при бомбёжке, и несколько христиан в том числе Льюис, попросили настоятеля, чтобы он разрешил им встречаться с людьми для бесед в уцелевшей колокольне. Позже церковь была восстановлена.
На образ Мерлина в романе повлияли рассказы Чарлза Уильямса об Уильяме Батлере Йейтсе, с которым он вместе состоял в оккультной ложе «Золотая Заря».
По мнению Натальи Трауберг, после публикации романа в 1945 году «его приняли гораздо хуже, чем… он того заслуживает». Так, Джордж Оруэлл в рецензии на роман хвалил его как «детектив», но считал, что его портит «сверхъестественное». Ряд учёных обиделись, в особенности генетик Холдейн, написавший резкую ответную статью, на которую Льюис ответил, что он «обличает» не учёных, а особый дух, который может проявиться где угодно.
На русский язык «Мерзейшая мощь» переводилась для самиздата с конца 1974 года по Пасху 1983 года. Рукопись перевода была напечатана в трёх экземплярах поглавно на длинных рулонах бумаги, которые принёс с работы тайный доминиканский священник, служивший тогда милиционером.

## Отзывы
По словам Алистера Макграта, «Мерзейшая мощь» «описывает деятельность Государственного научно-исследовательский института лабораторных исследований (ГНИИЛИ), суперсовременного центра, занимающегося улучшением человеческой расы на основе научного прогресса, то есть насильственной стерилизацией „непригодных“, ликвидацией отсталых рас и исследованиями, где главную роль играет вивисекция». Льюис обнажает моральную несостоятельность этого института и показывает, «какое дисфункциональное будущее ждет человечество, если позволить действовать таким силам». При этом финал романа «являет полную драматизма сцену: животные, обреченные стать жертвами опытов, вырываются на волю».
Аналогично, российский литературовед Е. Н Чернозёмова отмечает, что в романе Льюиса «исследуется проблема существования учёного в мире наживы и корыстных предпринимательских инициатив», а «фаустианские мотивы оказываются связанными с поиском истины и места человека в мире, вопросами гражданской смелости учёного, его ответственности за свой выбор». По словам исследовательницы, беседы Рэнсома с Мерлином «придают роману помимо научно-фантастического и богословского характера ещё и оттенки философской и исторической прозы», поскольку в этих беседах «выявляется важное, глубоко нравственное знание, связанное с представлением о двух Англиях: Англии торговцев и Англии поэтов — хранителей знания и Слова», в них также «актуализируются знания о древнем Логрисе — королевстве легендарного Артура как хранилище великих тайн». Сам Мерлин в пространстве романа «проявляет качества, присущие герою рыцарского романа: им невозможно манипулировать, сломить его волю, заставить действовать по указке»; «персонажи романа подчёркивают внешнее сходство Мерлина с русским священником». Он «быстро разбирается в ситуации и насылает на корыстолюбцев „проклятие Вавилонской башни“, заключающееся в том, что одно и то же каждый из них слышит по-разному».
Переводчица романа Наталья Трауберг говорит о том, что «Мерзейшую мощь» нередко считают подражанием «мистическим триллерам» Чарльза Уильямса — прототипа Рэнсома. Кроме того, в образе Рэнсома Льюис «пытался передать ощущение царственности, которое иногда вызывал этот скромный худощавый человек, похожий не на Артура или Соломона, а, по словам того же Льюиса, на ангела и на шимпанзе». По словам Трауберг, книгу можно назвать и «романом о браке», поскольку брак Джейн и Марка — стержень сюжета, а браки ряда обитателей усадьбы в Сэнт-Энн «напоминают, каким становится этот таинственный союз, когда участники его не ставят себя в центр мира».
Переводчица признавалась, что сама она любит этот роман больше всех других — «так люблю, что переводила его для друзей в те самые годы, когда наша жизнь была такой, как в нём, только хуже (1980—1983)».

…Часто думаешь о том, что Льюис — истинный провидец. Как он угадал одну из тех страшных баб, из-за которых мы столько мучались! Как изобразил идеал мира сего, человека «без дураков», лорда Феверстона! Как (тут даже страшно писать) передал то, чего, дай Бог, не бывает, — полную замену души бесовской силой!

## Награды
В 1996 году книга вошла в число номинантов на премию «Ретро-Хьюго» за 1946 год, однако не стала победителем.